# Austrijski nogometni savez
Austrijski nogometni savez (njemački: Österreichischer Fußball-Bund, ÖFB) je najviše nogometno tijelo u Austriji. Sjedište nogometnog saveza je u Beču.
Austrijski nogometni savez je osnovan 1904. godine. Član FIFA-e je postao 1905., a UEFA-e od 1954. godine.
Pod kontrolom Austrijskog nogometnog saveza su i nacionalne reprezentacije: muška, ženska te ostale reprezentacije u omladinskim kategorijama: muške U-21, U-19, U-17 i ženske U-19, U-17.

## Poveznice
- Austrijska nogometna reprezentacija
- Prva austrijska nogometna liga
- Austrijski nogometni kup
- Austrijski nogometni superkup

## Vanjske poveznice
- Službena stranica nogometnog saveza Austrije
- Austrija na službenoj stranici FIFA-e  Arhivirana inačica izvorne stranice od 12. travnja 2010. (Wayback Machine)
- Austrija na službenojnoj stranici UEFA-e